# 오카야마 전기궤도 세이키바시선

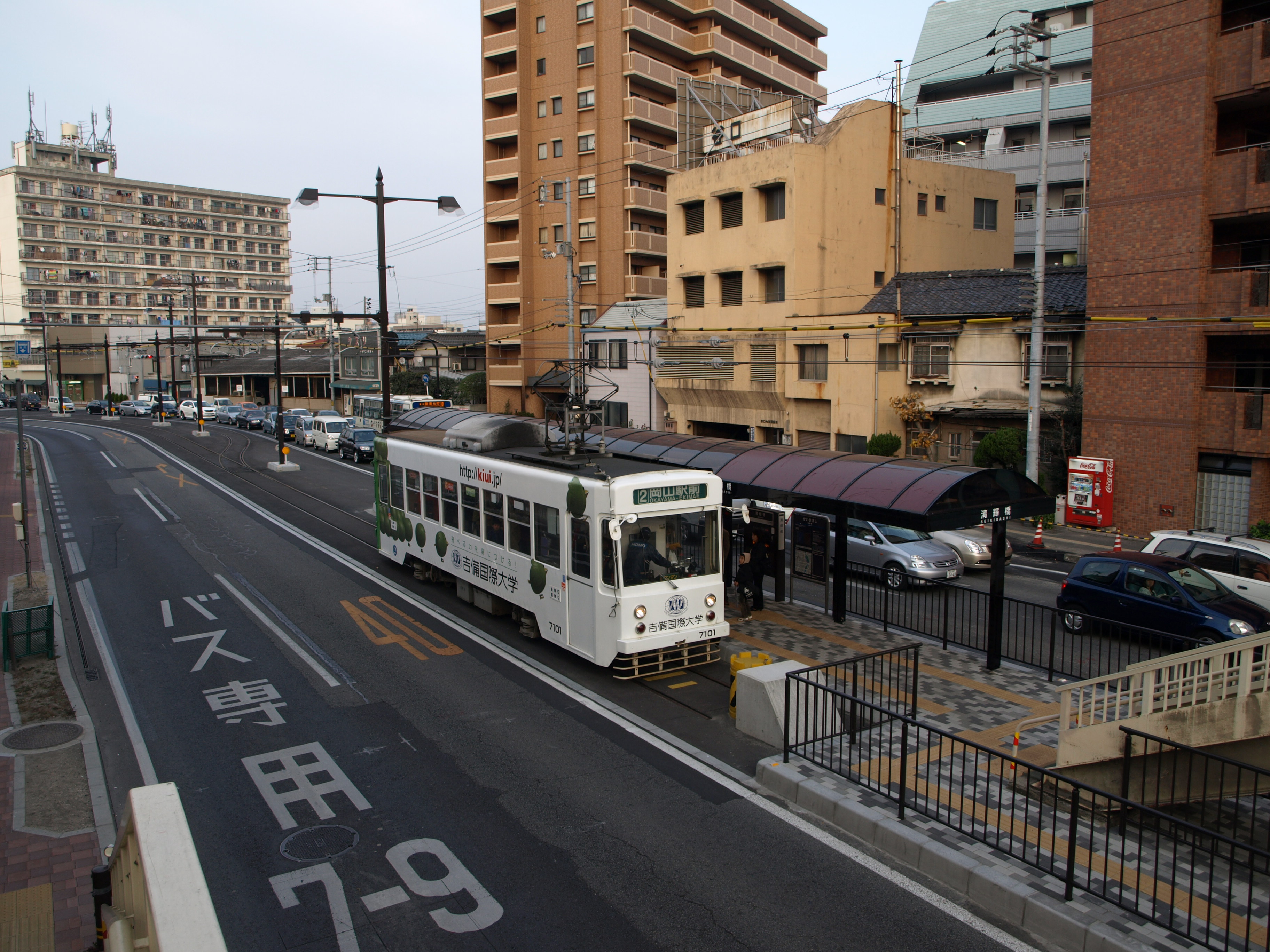
세이키바시선 종점인 세이키바시 정류장

세이키바시선(清輝橋線)은 일본 오카야마현 오카야마시 기타구의 야나가와 정류장에서 세이키바시 정류장까지 연결하는 오카야마 전기궤도의 노면전차 노선이다.